# قشلاق أغداش مختار (مقاطعة بيله سوار)
قشلاق أغداش مختار (بالفارسية: قشلاق اغداش مختار) هي منطقة سكنية تقع في إيران في أردبيل.